# Soluzione dei due Stati
La soluzione dei due Stati progettata per la soluzione del conflitto israelo-palestinese è l'ipotesi di accordo che è in discussione da parte degli attori chiave del conflitto.
Secondo tale ipotesi la soluzione dell'ormai storica guerra risiederebbe nella creazione di due Stati separati nella parte occidentale della Palestina storica, uno ebraico e l'altro arabo. In tale proposta agli arabi residenti in Cisgiordania o nella Striscia di Gaza verrebbe data la cittadinanza del nuovo Stato palestinese, cosa che verrebbe offerta anche ai rifugiati palestinesi; per quanto riguarda gli arabi residenti in Israele verrebbe loro data l'opportunità di scegliere quale cittadinanza avere: israeliana o palestinese. 
Discussa soprattutto durante la conferenza di Annapolis del novembre 2007, è un'idea che, con varianti, ha una storia che risale agli anni '30.

## Storia

### La Commissione Peel del 1937 e la teorizzazione
La relazione della Commissione Peel riunita nel 1937, nel pieno della Grande Rivolta Araba (1936-1939), prevedeva una ripartizione dell'area del Mandato britannico della Palestina in tre sezioni: una araba, una ebraica e una piccola continuazione dell'area del Mandato (efficacemente sotto controllo internazionale) contenente Gerusalemme. La commissione, nel suo rapporto finale, suggeriva anche, per ridurre i possibili motivi di attrito, di trasferire parte della popolazione delle due etnie tra i due Stati (stimati in 225.000 arabi presenti nel territorio assegnato agli ebrei da trasferire nell'area assegnata agli arabi e viceversa per gli 1.250 ebrei presenti nel territorio assegnato agli arabi) creando due nazioni di popolazione etnicamente omogenea, come era avvenuto nel 1922 tra greci e turchi al termine della guerra greco-turca. La commissione prendeva atto che questo trasferimento avrebbe creato problemi, soprattutto nella parte araba, a causa della scarsità di territorio coltivabile disponibile che si sarebbe rivelato insufficiente a ricevere un così gran numero di nuovi residenti, esprimendo la speranza che questa situazione avrebbe potuto essere di stimolo per dare il via a un grande piano di irrigazione della regione, i cui elevati costi sarebbero però potuti essere sostenuti di fatto solo dalla Gran Bretagna (potenza mandataria a cui era stato assegnato il governo della regione) e non dalla popolazione locale.
L'idea della spartizione del territorio in due Stati venne ripresa l'anno seguente (1938) della Commissione Woodhead, che, partendo da quando pensato dalla commissione Peel, elaborò tre possibili scenari di spartizione, ma questi vennero respinti sia dalla popolazione araba che da quella ebraica, portando la commissione a ritenere praticamente impossibile applicare queste soluzioni.
Al termine della rivolta araba, con il Libro bianco del 1939 il governo britannico rassicurò la popolazione arabo-palestinese che non era nelle intenzioni della potenza mandataria la creazione di una nazione ebraica, richiamando analoghe rassicurazione contenute nel Libro bianco del 1922. D'altro canto esso considerava la promessa della creazione di nazione araba, che sarebbe derivata da comunicazione epistolari svoltesi nel 1915 tra Sir Henry McMahon (in nome del governatore britannico) e lo sceicco della Mecca, come frutto di un fraintendimento tra le parti, soprattutto per quello che riguardava la zona in cui questa nazione sarebbe sorta, che doveva escludere i territori ad ovest del Giordano. Oltre a questo la Gran Bretagna con il Libro bianco decise di mettere in atto alcune limitazioni all'immigrazione ebraica e annunciò la creazione di un unico Stato palestinese, da realizzare entro 10 anni, la cui creazione avrebbe posto termine al mandato. Nel testo del documento, relativamente al nuovo Stato unitario, si affermava che:
(The White Paper, Section 1 – The Constitution)

### La seconda guerra mondiale e il conflitto arabo-israeliano
Lo scoppio e il successivo evolversi della Seconda guerra mondiale e la persecuzione degli ebrei in Europa (con il relativo aumento dell'immigrazione ebraica illegale e le pressioni internazionali per togliere le limitazioni a quella legale) resero però l'ipotesi dello Stato unitario di impossibile realizzazione.

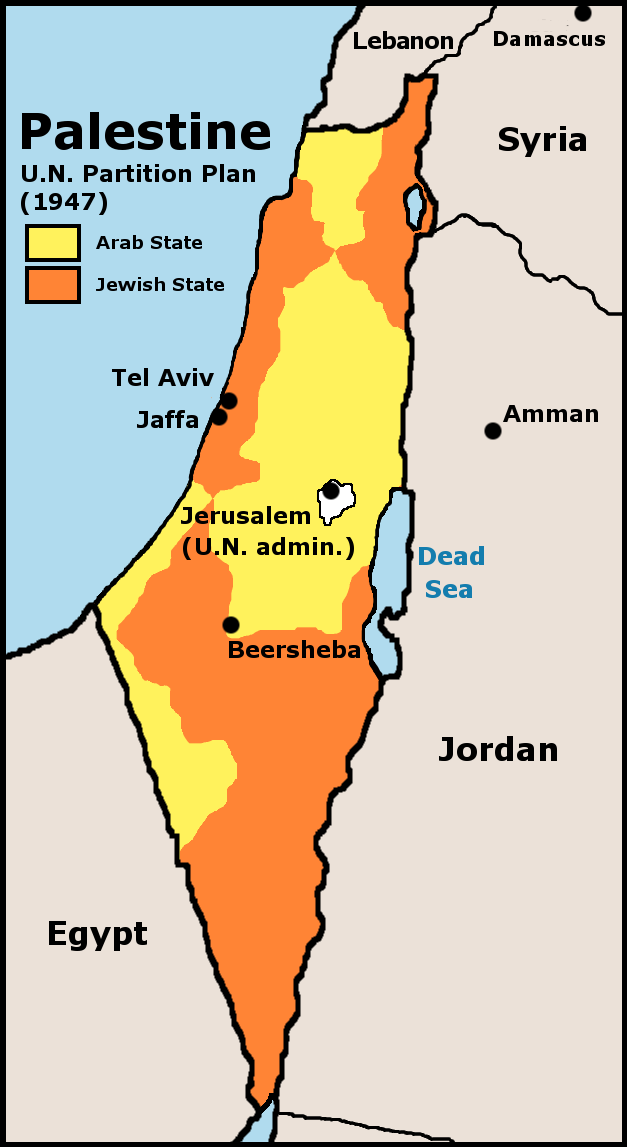
La spartizione del territorio secondo la risoluzione 181 dell'ONU del 1947

Dopo la guerra e un'indagine conoscitiva portata avanti dall'UNISCOP (United Nations Special Committee on Palestine, il comitato dell'ONU comprendente 11 nazioni che aveva analizzato la situazione e proposto la soluzione a due Stati) la ripartizione in due nazioni divenne la proposta ufficiale del piano di spartizione dell'ONU del 1947, che riprendeva quelli precedenti. Esso proponeva la suddivisione in tre aree, con Gerusalemme ancora sotto controllo internazionale, per via del valore religioso, storico e artistico della città. Anche questo piano fu respinto dalla leadership delle nazioni arabe e dalla leadership palestinese (con poche eccezioni), ma al contrario dei precedenti venne accettato dai rappresentanti ufficiali della popolazione ebraica (gruppi estremisti come il Lohamei Herut Israel e l'Irgun però lo rifiutarono). Lo Stato ebraico proposto avrebbe raggruppato una maggioranza di ebrei (498.000 a fronte di 407.000 arabi) e avrebbe occupato il 55% del territorio, mentre 10.000 ebrei invece presenti nell'erigendo Stato arabo, che sarebbe stato abitato dal 99% di arabi, con una comunità totale di 735.000 abitanti. Uno dei motivi che portarono all'assegnazione della maggioranza del territorio ai coloni ebrei, oltre alla prospettiva di prossime immigrazioni di massa dovute alla fine della guerra, fu la volontà di radunare sotto il futuro Stato ebraico tutte le zone dove i coloni erano presenti in numero significativo (seppur nella maggior parte dei casi etnia di minoranza) per scoraggiare possibili rappresaglie da parte della popolazione araba. Per fare questo fu assegnato al futuro Stato ebraico quasi tutto il territorio che era allora sotto la diretta gestione mandataria.
Tra i motivi del rifiuto portati dai rappresentanti della popolazione palestinese vi era l'assenza nello Stato arabo di sbocchi sul Mar Rosso e sul Mar di Galilea (quest'ultimo la principale risorsa idrica della zona), l'assegnazione di solo un terzo della costa mediterranea, oltre al fatto che alla popolazione ebraica minoritaria (33% della popolazione totale) venisse assegnata la maggioranza del territorio (anche se questo comprendeva zone improduttive come il deserto del Negev).
Nella sua relazione l'UNISCOP prendeva anche in considerazione la situazione economica che si sarebbe venuta a creare nei futuri due Stati (United Nations Special Committee on Palestine, Recommendations to the General Assembly, A/364, 3 September 1947 - PART I. Plan of partition with economic union justification), consigliando (nell'ambito di un più ampio elenco di raccomandazioni per realizzare questa soluzione e porre termine al controllo mandatario) di istituire una moneta comune e una rete di infrastrutture che si estendesse a tutta la Palestina indipendentemente dalle divisioni. Oltre a questo si evidenziava che agli ebrei sarebbe stata assegnata la parte più sviluppata economicamente, che comprendeva quasi del tutto le zone di produzione degli agrumi, ma si faceva presente come in questa lavorassero anche molti produttori arabi. Il comitato riteneva peraltro che con un sistema economico comune ai due Stati non sarebbe stato nell'interesse di quello ebraico far rimanere quello arabo in una condizione di povertà e di precarietà economica. Sempre per la parte economica l'UNSCOP prevedeva il possibile arrivo di aiuti internazionali per la costruzione di sistemi di irrigazione in entrambi gli Stati, in aiuto alle rispettive produzioni agricole.
La Gran Bretagna si astenne nella votazione e rifiutò apertamente di seguire le raccomandazioni del piano, che riteneva si sarebbe rivelato inaccettabile per entrambe le parti e annunciò che avrebbe terminato il proprio mandato il 15 maggio 1948.
Lo scoppio e lo sviluppo della guerra arabo-israeliana del 1948 (preceduta da mesi di scontri sia interni, sia frontalieri) il 14 maggio 1948 impedì la realizzazione del piano, mentre gli esiti di questa e della successiva guerra dei sei giorni (giugno 1967) portarono Israele ad occupare di fatto un territorio più vasto di quello previsto dal piano di spartizione, comprendente anche la città di Gerusalemme.
La prima indicazione che l'OLP sarebbe stato disposto a una suddivisione del territorio in due Stati, almeno provvisoriamente, fu articolata da Said Hammami a metà degli anni '70.

### Il dopoguerra e le risoluzioni ONU
Le risoluzioni del Consiglio di Sicurezza, risalenti al giugno 1976, sostengono la suddivisione dell'area in due Stati basata sulle linee pre-1967, su tali risoluzioni fu posto il veto dagli Stati Uniti. L'idea ha avuto il supporto schiacciante da parte dell'Assemblea generale delle Nazioni Unite fin dalla metà degli anni '70. Negli anni 1990 la necessità urgente di una pace nell'area ha riportato l'idea dei due Stati al centro della scena. Verso la fine del decennio il notevole lavoro diplomatico ha portato a un negoziato tra le due parti per raggiungere un accordo sulla soluzione dei due Stati, tale negoziato ha compreso gli Accordi di Oslo e il Summit di Camp David seguito poi da altri negoziati a Taba nel gennaio 2001. Tuttavia, non è ancora stato raggiunto alcun accordo definitivo.
La maggior parte dei palestinesi e degli israeliani, così come la Lega Araba, hanno dichiarato che accetterebbero la soluzione dei due Stati basata sulle linee pre-1967. Secondo un sondaggio condotto nel 2002, il 72% dei palestinesi e degli israeliani è favorevole a un accordo di pace basato sulle frontiere del 1967, a patto che ogni gruppo abbia la certezza che la controparte sia cooperativa nel fare le concessioni necessarie per un tale insediamento.
Tuttavia nessun governo di entrambe le nazioni avrebbe eventualmente accettato una linea di demarcazione che avesse previsto il controllo condiviso del Monte del Tempio. 
L'assurdità della situazione ha portato il Presidente degli Stati Uniti d'America Bill Clinton, in carica a quel tempo, a proporre di suddividere l'area verticalmente, proposta però inaccettabile per entrambe le parti.

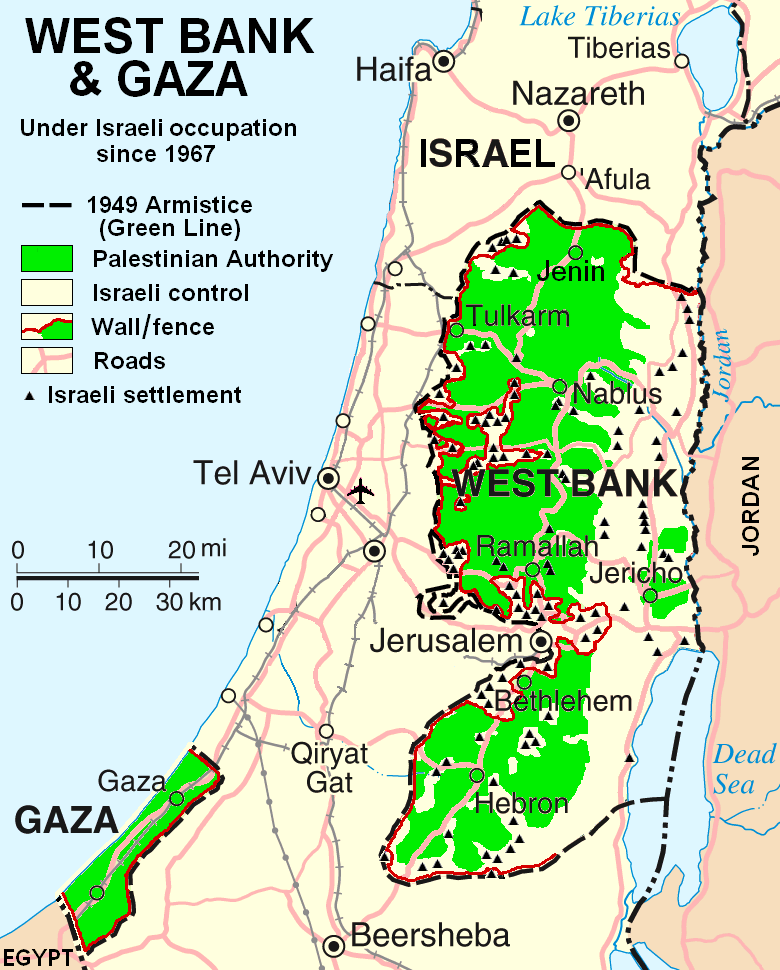
Mappa della situazione nei territori palestinesi nel 2007

Le variazioni al negoziato includevano uno Stato palestinese che avrebbe dovuto comprendere tutta la Cisgiordania e la Striscia di Gaza o solo alcune parti di quest'ultima. Alcune proposte sollevate durante i colloqui con i palestinesi promuovevano alcuni piccoli aggiustamenti territoriali comprendendo anche alcune aree dell'attuale territorio israeliano.
Alcuni politici israeliani, come Benjamin Netanyahu, erano favorevoli a una particolare forma della soluzione dei due Stati in cui allo Stato palestinese sarebbe stata concessa la maggior parte degli attributi di uno Stato indipendente, ma gli sarebbero stati negati alcuni aspetti della sovranità che avrebbero potuto permettergli di minacciare Israele. Benjamin Netanyahu sostenne, per esempio, che la capacità del futuro Stato di importare armi doveva essere limitata. La leadership palestinese non considerava tali proposte nel vero spirito della soluzione dei due Stati.
Possibili soluzioni dei due Stati sono state discusse da leader sauditi e statunitensi.

### Gli anni 2000 e la conferenza di Annapolis
Nel 2002, il principe ereditario (re dal 2005) Abd Allah dell'Arabia Saudita propose un'iniziativa di pace araba, la quale ha ottenuto il sostegno unanime da parte della Lega Araba. L'allora Presidente degli Stati Uniti d'America George W. Bush annunciò il suo sostegno per uno Stato palestinese, appoggiando la risoluzione 1397 del Consiglio di Sicurezza dell'Organizzazione delle Nazioni Unite, favorendo la soluzione dei due Stati. Anche le comunità cristiane in Israele sostengono tale soluzione.
In un sondaggio, svolto nel 2007 dalla Jerusalem Media & Communication Centre tra i residenti nella Striscia di Gaza e in Cisgiordania, il 47% degli intervistati era favorevole alla soluzione dei due Stati, mentre il 26,5% degli intervistati era favorevole alla soluzione di uno Stato unico. Tuttavia il sostegno dato dai giovani palestinesi alla soluzione dei due Stati è decisamente basso; l'allora Segretario di Stato degli Stati Uniti Condoleezza Rice ha osservato che sempre più spesso i palestinesi che approvano la soluzione dei due Stati avevano la sua età. Alla Conferenza di Annapolis, svoltasi nel novembre del 2007, i tre maggiori partiti palestinesi (Fath, ma non il governo di Hamas a Gaza), israeliani e americani concordarono su una soluzione dei due Stati come punto di partenza per i negoziati sulla fine del Conflitto israelo-palestinese. Tuttavia vi erano molti problemi per realizzare la soluzione dei due Stati, principalmente tali problemi vertevano su tre differenti vedute tra i partecipanti: lo Stato e i confini di Gerusalemme e del Monte del tempio, i confini del futuro Stato palestinese e degli insediamenti israeliani in Cisgiordania, e infine il ritorno dei profughi palestinesi.
A partire dal 2009, sia gli Stati Uniti d'America che l'Unione europea hanno intimato al governo israeliano di rispettare gli impegni presi riguardo alla soluzione dei due Stati. Nel marzo 2009 i ministri europei hanno nuovamente esortato il nuovo governo israeliano, guidato dal Primo Ministro Benjamin Netanyahu a riconoscere lo Stato palestinese. Il 4 giugno 2009, il presidente degli Stati Uniti d'America Barack Obama durante un importante discorso, tenutosi presso l'Università del Cairo in Egitto, ha sostenuto la soluzione dei due Stati. Il 14 giugno 2009 il Primo ministro israeliano Benjamin Netanyahu, durante un discorso presso l'Università Bar Ilan di Tel Aviv, ha sostenuto l'approvazione di uno Stato palestinese ad ovest del fiume Giordano, ma ha subordinato tale concessione alla richiesta da parte dell'ANP di rompere completamente con Hamas.
Nel 2011 la Palestina ha visto rifiutato il riconoscimento come Stato membro alle Nazioni Unite dal Consiglio di Sicurezza, ma ha ottenuto l'ammissione all'UNESCO. Il 29 novembre 2012 lo Stato di Palestina è stato ufficialmente riconosciuto a livello legale con una risoluzione dell'Assemblea generale passata a larga maggioranza, configurando la realizzazione formale, ma tuttora incompleta sul piano pratico, della soluzione a due Stati. Il 23 decembre 2016 la risoluzione 2334 del Consiglio di Sicurezza delle Nazioni Unite chiede ad Israele di porre fine alla sua politica di insediamenti nei territori palestinesi, inclusa Gerusalemme est:
(Risoluzione 2334 del Consiglio di sicurezza delle Nazioni Unite)

## Descrizione
La soluzione si pone in contrasto con altre opzioni via via sviluppate, come l'opzione giordana o la soluzione binazionale. In un'inchiesta sulla situazione mediorientale nel 2008 The New York Review of Books riportò che "attraverso gli anni i sondaggi dimostravano ragguardevoli maggioranze sia in Israele che in Palestina a favore di una creazione negoziata di due Stati distinti". Un sondaggio del 2007 evidenziava come, messi di fronte alla scelta fra una soluzione a due Stati e la soluzione binazionale, oltre un quarto dei palestinesi residenti in Cisgiordania o nella Striscia di Gaza le rigettava entrambe, mentre il 46% si dichiarava a favore della prima e il 26% preferiva la seconda. Tale soluzione incontra un maggior supporto nei sondaggi israeliani, sebbene negli anni tale prospettiva abbia subito un certo declino. 
La suddetta soluzione è quella approvata dalla Nazioni Unite il 29 novembre 2012, con la risoluzione 67/19 dell'Assemblea Generale che ha riconosciuto l'esistenza dello Stato di Palestina.
Sempre dinanzi all'Assemblea generale nel 2022 il premier israeliano Yair Lapid ha dichiarato che la soluzione dei due Stati è “giusta per la sicurezza di Israele, per la sua economia e per il futuro dei nostri figli”, a condizione che il futuro Stato palestinese rimanga pacifico e non si trasformi in "una base terrorista come accaduto con Gaza".

## Il riconoscimento internazionale della Palestina

### Paesi che riconoscono lo Stato di Palestina
Dei 96 Stati che riconoscono lo Stato di Palestina, 12 concedono un certo status alla delegazione palestinese.

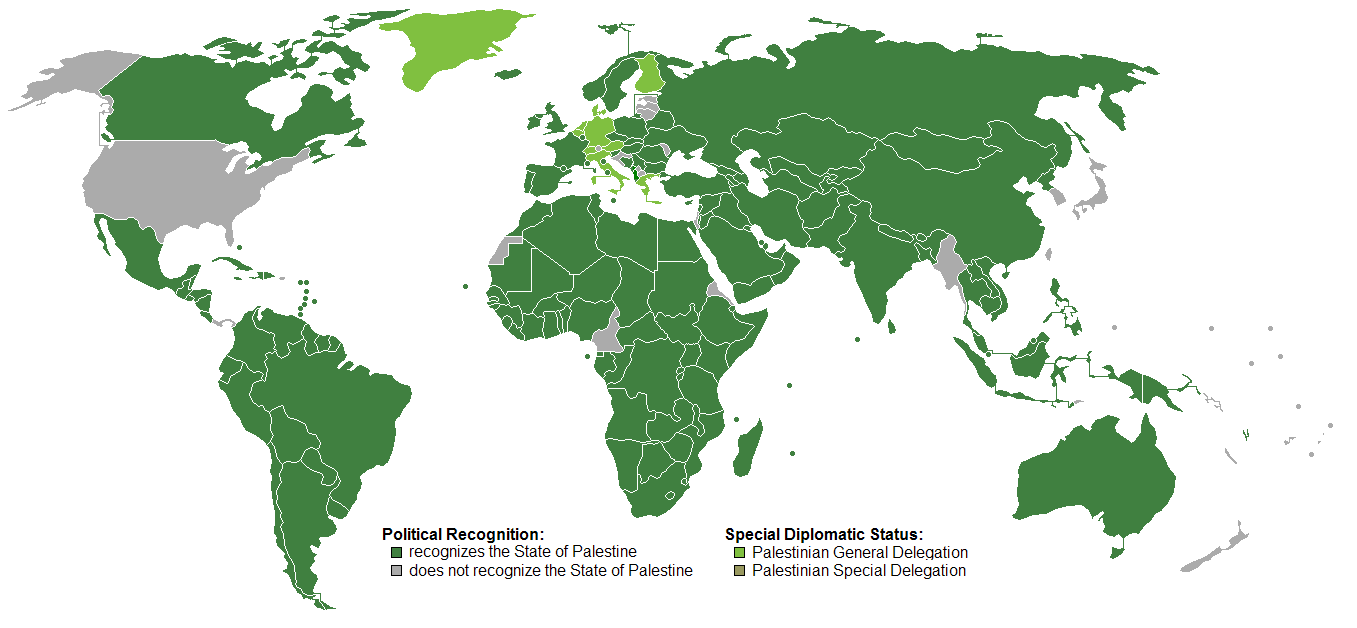
Paesi (in verde scuro) che riconoscono lo Stato della Palestina (a dicembre 2010)

Elenco in ordine alfabetico per regione.
- Lega araba

1. Algeria -
2. Bahrein -
3. Comore -
4. Gibuti -
5. Egitto -
6. Iraq -
7. Giordania -
8. Kuwait -
9. Libano -
10. Libia -
11. Mauritania -
12. Marocco -
13. Oman -
14. Qatar -
15. Arabia Saudita -
16. Somalia -
17. Sudan -
18. Tunisia -
19. Emirati Arabi Uniti -
20. Yemen
- Africa

21. Angola -
22. Benin -
23. Botswana -
24. Burkina Faso -
25. Burundi -
26. Camerun -
27. Capo Verde -
28. Repubblica Centrafricana -
29. Ciad -
30. Repubblica del Congo -
31. Repubblica Democratica del Congo -
32. eSwatini -
33. Guinea Equatoriale -
34. Etiopia -
35. Gabon -
36. Gambia -
37. Ghana -
38. Guinea -
39. Guinea-Bissau -
40. Madagascar -
41. Mali -
42. Mauritius -
43. Mozambico -
44. Namibia -
45. Niger -
46. Nigeria -
47. Ruanda -
48. São Tomé e Príncipe -
49. Senegal -
50. Seychelles -
51. Sierra Leone -
52. Tanzania -
53. Togo -
54. Uganda -
55. Zambia -
56. Zimbabwe
- Asia

57. Afghanistan -
58. Bangladesh -
59. Bhutan -
60. Brunei -
61. Cambogia -
62. Repubblica Popolare Cinese -
63. India -
64. Indonesia -
65. Iran -
66. Laos -
67. Malaysia -
68. Maldive -
69. Mongolia -
70. Nepal -
71. Corea del Nord -
72. Pakistan -
73. Filippine -
74. Sri Lanka -
75. Turchia -
76. Vietnam
- Europa

77. Albania -
78. Austria -
79. Bielorussia -
80. Bosnia ed Erzegovina -
81. Bulgaria -
82. Cipro -
83. Repubblica Ceca -
84. Ungheria -
85. Malta -
86. Montenegro -
87. Polonia -
88. Romania -
89. Russia -
90. Serbia -
91. Ucraina -
92. Città del Vaticano -
93. Svezia
- America

94. Costa Rica -
95. Cuba -
96. Nicaragua -
97. Brasile -
98. Argentina
99. Bolivia
- Oceania

100. Vanuatu

### Paesi che garantiscono uno status speciale
- Delegazione generale di Palestina: Francia e Irlanda
- Delegazione generale palestinese: Australia,[27] Belgio, Germania, Grecia, Italia, Paesi Bassi, Portogallo, Spagna, Regno Unito
- Rappresentanza dell'OLP: Brasile, Svizzera